# Spy School
Spy School is een film uit 2008 geregisseerd door Mark Blutman.

## Verhaal
Thomas Miller is een nieuwsgierige 12-jarige jongen die per ongeluk een groep criminelen hoort praten over het ontvoeren van de dochter van de president. Uit angst maakt hij deze informatie publiek. Als niemand hem gelooft, is Thomas ertoe gedwongen zelf het meisje te redden uit de handen van de criminelen.

## Rolverdeling
| Acteur          | Personage      |
| --------------- | -------------- |
| Forrest Landis  | Thomas Miller  |
| AnnaSophia Robb | Jackie Hoffman |
| Rider Strong    | Meneer Randall |
| Lea Thompson    | Claire Miller  |
| Taylor Momsen   | Madison        |
| D.L. Hughley    | Albert         |